# عصبة العمل الاشتراكي في كوريا الجنوبية
عصبة العمل الاشتراكي في كوريا الجنوبية (الكورية: 남한 사회주의 노동자 동맹)، أو اختصارًا Sanomaeng (الكورية: 사노맹)، كانت منظمة سياسية اشتراكية في كوريا الجنوبية. تم إطلاق المنظمة رسميًا في 12 نوفمبر 1989، قاد المنظمة بايك تاي وونج والشاعر بارك روه هاي. لم تستمر المنظمة طويلًا، حيث تم اعتقال بارك في 10 مارس 1991، تم حلها رسميًا بعد اعتقال أعضاء اللجنة الآخرين بحلول 29 أبريل 1992. كانت المنظمة أيضًا واحدة من أكبر المنظمات الاشتراكية بعد الحرب الكورية.

## أهداف سياسية[2]
- إلغاء الديكتاتورية العسكرية وبناء دولة ديمقراطية
- تحويل البلاد إلى دولة اشتراكية
- بناء حزب سياسي يساري مؤيد للعمل